# Apple Silicon
Apple Silicon (в официальном варианте второе слово пишется со строчной; ранее Apple Ax) — серия процессоров (система на кристалле), разработанных компанией Apple и используемых в компьютерных устройствах Apple: мобильных (iPhone, iPad, iPod, Apple Watch), телевизионной приставке Apple TV, компьютерах Mac и в гарнитуре смешанной реальности Apple Vision Pro. В этих процессорах используются микропроцессорные ядра с архитектурой ARM.
Старший вице-президент Apple Inc по аппаратным технологиям Джони Сруджи с 2008 года возглавляет разработку и проектирование микропроцессоров серии Apple Ax.
C 10 ноября 2020 года компания Apple начала переход на процессоры Apple silicon вместо использования ЦП компании Intel в компьютерах Mac; по состоянию на середину 2023 года все модели Mac были переведены на Apple silicon.

## Apple A

### Apple A4
Apple A4 является микросборкой типа package on package (PoP), разработанной Apple и производящейся компанией Samsung.
В основе чипа лежит микропроцессорное ядро общего назначения ARM Cortex-A8 и графический сопроцессор PowerVR.
A4 был представлен публике в 2010 году как основной процессор планшетного компьютера Apple iPad; позже также был использован в смартфоне iPhone 4, четвёртом поколении музыкальных плееров iPod Touch и во втором поколении Apple TV. Во втором поколении планшетов iPad, выпущенных в следующем году, чип был заменен на Apple A5.
Первая версия работала на частоте 1 ГГц (в iPad) и содержала ядро ARM Cortex-A8 вместе с GPU PowerVR SGX 535, изготовлялась на 45-нм техпроцессе Samsung. При установке в iPhone 4 и iPod Touch (четвёртого поколения) тактовая частота была снижена до 800 МГц; тактовая частота чипа, использованного в Apple TV, не уточнялась.
Считается, что производительность ядра Cortex-A8, примененного в A4, была увеличена компанией Intrinsity (которая в апреле 2010 года была приобретена Apple за 120 миллионов долларов США) в сотрудничестве с Samsung. Полученное ядро, названное «Samsung Hummingbird», может работать на значительно более высоких тактовых частотах, чем другие реализации Cortex-A8, оставаясь при этом полностью совместимым. Среди других улучшений стоит отметить увеличенный кэш L2. Такое же ядро Cortex-A8 использовалось в СнК Samsung S5PC110A01. Видеоускоритель SGX535 в A4 потенциально может обрабатывать 35 миллионов полигонов в секунду и 500 миллионов пикселей в секунду.
Кристалл процессора A4 не содержит оперативной памяти, но может использоваться в микросборках PoP. В iPad и iPod Touch 4-го поколения и в Apple TV 2-го поколения на процессор установлено два кристалла памяти DDR SDRAM с малым энергопотреблением объёмом в 128 мегабайт каждый (256 мегабайт всего). В iPhone 4 использовалось два кристалла по 256 МБ (всего 512 МБ).
Оперативная память подключалась к процессору по 64-разрядной шине ARM ABMA 3 AXI. Новая шина имеет в два раза большую ширину, чем шины, использовавшиеся ранее в основанных на ARM 11 и ARM 9 устройствах Apple. Это потребовалось из-за более высоких требований графики в iPad.

### Apple A5
Apple A5 представляет собой микросборку package on package (PoP), разработанную Apple и производимую Samsung. Процессор был представлен как часть планшетного компьютера iPad 2 в марте 2011 года, а затем — смартфона iPhone 4S (последовательность обновлений совпала с таковой для A4: сначала — в iPad, затем — в iPhone 4 и потом — в iPod touch).
Процессор A5 содержит два ядра ARM Cortex-A9 с поддержкой SIMD-расширений NEON и двухъядерный графический ускоритель PowerVR SGX543MP2 с производительностью 70-80 миллионов полигонов в секунду и темпом заливки пикселей в 2 миллиарда в секунду. Apple указала тактовую частоту A5 в 1 ГГц на странице технических спецификаций iPad 2, хотя возможная динамическая подстройка частоты для экономии заряда батареи. Процессор, использованный в iPhone 4S, работает на частоте 800 МГц.
Apple объявила, что процессор A5 в два раза более производителен, чем A4, и что встроенный графический ускоритель имеет до 9 раз более высокую производительность. Микросборка A5 содержит 512 мегабайт оперативной памяти LPDDR2. Стоимость процессоров A5 на момент начала производства оценивается на 75 % выше стоимости A4.
Изначально производился по техпроцессу 45 нм (модель S5L8940). Объявленные 7 марта 2012 года Apple TV третьего поколения и обновленная версия iPad 2 (обозначаемая iPad2,4) содержат более новую 32-нм модель процессора A5. Одно из ядер чипа отключено в Apple TV. На корпусе процессора имеется метка APL2498, в программном обеспечении чип имеет обозначение S5L8942. Вариант на 32 нм позволяет на 15 % дольше использовать веб-браузер, на 30 % дольше играть в 3D игры и примерно на 20 % дольше просматривать видео от одного заряда батареи, по сравнению с 45-нм моделью.

#### Apple A5X
Apple A5X был анонсирован 7 марта 2012, вместе с 3-м поколением планшетных компьютеров iPad 3. Данная система на кристалле имеет четырёхъядерный графический ускоритель PowerVR SGX543MP4 вместо ранее использовавшегося двухъядерного. Также используется четырёхканальный контроллер оперативной памяти, который предоставляет пропускную способность до 12,8 ГБ/с, примерно в три раза более высокую, чем в A5. Из-за новых ядер графики и каналов памяти кристалл имеет очень большую площадь, 163 мм², что, к примеру, в два раза больше, чем у Nvidia Tegra 3. Большую часть площади занимает графический сопроцессор. Тактовые частоты двух ядер ARM Cortex-A9 остались на уровне в 1 ГГц, как и в A5. В отличие от предыдущих процессоров оперативная память в системах на базе A5X устанавливается в виде отдельных микросхем, а не как часть микросборки PoP.

### Apple A6
Процессор Apple A6 был анонсирован 12 сентября 2012 года, одновременно с iPhone 5.
Он имеет на 22 % меньшую площадь кристалла, в два раза более быстрый графический ускоритель и потребляет меньше энергии, чем 45-нм Apple A5.
Процессор использует модифицированный набор команд ARMv7s, и это означает, что процессорное ядро является не лицензируемым ядром ARM, а собственной разработкой, сходной с ARM Cortex; аналогичные ядра проектирует Qualcomm (СнК Snapdragon, ядро Krait). Поддержка расширений VFPv4 позволяет предположить, что процессорное ядро относится к классу Cortex-A15.
Графический ускоритель — трёхъядерный PowerVR SGX543MP3 на частоте 266 МГц.

#### Apple A6X
Процессор Apple A6X был представлен в октябре 2012 года вместе с iPad 4.
Он имеет два ядра Swift, как и A6, но, в отличие от него, работает на более высоких тактовых частотах — до 1,4 ГГц и имеет 4-ядерный графический ускоритель модели PowerVR SGX554MP4.

### Apple A7
Процессор Apple A7 был представлен 10 сентября 2013 вместе с iPhone 5S и является первым 64-битным мобильным процессором на ARM-архитектуре. Система команд — ARMv8.

### Apple A8
Процессор Apple A8 был представлен 9 сентября 2014 вместе с iPhone 6 и является очередным 64-битным мобильным процессором на ARM архитектуре.
Система команд — ARMv8.

#### Apple A8X
Процессор Apple A8X был представлен 16 октября 2014 года вместе с iPad Air 2.
Система команд — ARMv8.

### Apple A9
Процессор Apple A9 был представлен в сентябре 2015 года вместе с iPhone 6s/iPhone 6s Plus. Позже использовался в iPad (5-го поколения) и iPhone SE. Производился в двух вариантах — по техпроцессу 14 нм FinFET Samsung и 16 нм FinFET TSMC.
Содержит 2 процессорных ядра с 64-битной архитектурой ARMv8-A, микроархитектурой Twister.

#### Apple A9X
Процессор Apple A9X был представлен в ноябре 2015 года вместе с iPad Pro c 12,9-дюймовым экраном.
Содержит 2 процессорных ядра с 64-битной архитектурой ARMv8-A, микроархитектурой Twister.

### Apple A10
Процессор Apple A10 был представлен 7 сентября 2016 года вместе с iPhone 7/iPhone 7 Plus. Также позже начал использоваться в iPad (6-го поколения) и iPad (7-го поколения).
В нём используется 4 процессорных ядра, два из которых являются высокопроизводительными, другие два — энергоэффективными. Содержит порядка 3,3 млрд транзисторов.

#### Apple A10X
Процессор Apple A10X Fusion был представлен вместе с iPad Pro 12,9 (2го поколения) и является улучшенным Apple A10 Fusion. Имеет 6 ядер, 3 — hurricane и 3 — zephyr. GPU используется 12-ядерный PowerVR GT7600+ с частотой 1ггц. 

### Apple A11
Процессор Apple A11 был представлен 12 сентября 2017 вместе с iPhone 8, iPhone 8 Plus и iPhone X.
Содержит 6 вычислительных ядер, из которых 2 ядра являются производительными, а 4 — энергоэффективными. Используется 4,3 млрд транзисторов, изготовленных на 10-нм техпроцессе FinFET от TSMC.
Впервые используется встроенная графика собственного производства (вместо решений от PowerVR).

### Apple A12
Процессор Apple A12 был представлен 13 сентября 2018 вместе с iPhone XS, iPhone XS Max, iPhone XR. Позже были выпущены на этом процессоре iPad mini 5, iPad Air 3 и iPad 8
Содержит 6 вычислительных ядер, из которых 2 ядра являются производительными, а 4 — энергоэффективными. Используется 6,9 млрд транзисторов, изготовленных на 7-нм техпроцессе от TSMC.

#### Apple A12X
Процессор Apple A12X был представлен 30 октября 2018, вместе с iPad Pro третьего поколения.
Содержит 8 вычислительных ядер, из которых 4 ядра являются производительными и 4 — энергоэффективными. Используется 10 млрд транзисторов, изготовленных на 7 нм техпроцессе от TSMC.

#### Apple A12Z
8-ядерный ARM-микропроцессор 2020 года, применяется в iPad Pro (2020) и в ARM Mac mini DTK.

### Apple A13
Apple A13 Bionic — модель осени 2019 года, 6-ядерный процессор ARM, использует 2-й вариант 7-нанометрового техпроцесса TSMC. Содержит 8,5 млрд транзисторов.

### Apple A14
Apple A14 Bionic — модель осени 2020 года, 6-ядерный процессор ARM, используется новый 5-нанометровый техпроцесс TSMC. Содержит 11,8 млрд транзисторов.

### Apple A15
Apple A15 Bionic — модель осени 2021 года, в состав системы входит 64-битный 6-ядерный ARM-микропроцессор, которая изготовлена по 5 нм нормам техпроцесса.

### Apple A16
Apple A16 Bionic — модель осени 2022 года, в состав системы входит 64-битный 6-ядерный ARM-микропроцессор и 5-ядерный GPU, которая изготовлена по 4 нм нормам техпроцесса и содержит 16 млрд транзисторов.

### Apple A17 Pro
Apple A17 Pro — модель осени 2023 года, в состав системы входит 64-битный 6-ядерный ARM-микропроцессор и 6-ядерный новый GPU, которая изготовлена по 3 нм нормам техпроцесса и содержит 19 млрд транзисторов.

### Apple A18 / Apple A18 Pro
Apple A18 и Apple A18 Pro — модели осени 2024 года.

### Список процессоров Apple Ax
| Название          | Модель            | Изображение | Техпроцесс                        | Площадь кристалла | Набор инструкций  | CPU                                                                  | Кеш процессора                           | GPU                                                       | Технология памяти                                           | Представлен   | Используется в устройствах |
| ----------------- | ----------------- | ----------- | --------------------------------- | ----------------- | ----------------- | -------------------------------------------------------------------- | ---------------------------------------- | --------------------------------------------------------- | ----------------------------------------------------------- | ------------- | --- |
| A4                | APL0398           |             | 45 нм                             | 53,3 мм²          | ARMv7             | 0,8—1,0 ГГц, одно ядро ARM Cortex-A8                                 | L1 32+32 КБ L2: 512 КБ                   | PowerVR SGX535, 200—250 МГц (1,6—3,2 GFLOPS)              | 32-разрядная двухканальная LPDDR, 200 МГц (3,2 ГБ/с)        | март 2010     | - iPad - iPhone 4 - iPod Touch (4-е поколение) - Apple TV (2-е поколение)                                                                               |
| A5                | APL0498           |             | 45 нм                             | 122,2 мм²         | ARMv7             | 0,8—1,0 ГГц, два ядра ARM Cortex-A9                                  | L1: 32+32 КБ L2: 1 МБ                    | PowerVR SGX543MP2, два ядра, 200—250 МГц (12,8—16 GFLOPS) | 32-разрядная двухканальная LPDDR2, 400 МГц (6,4 ГБ/с)       | март 2011     | - iPad 2 - iPhone 4S |
| A5                | APL2498           |             | 32 нм HKMG                        | 69,6 мм²          | ARMv7             | 0,8—1,0 ГГц, два ядра ARM Cortex-A9 (одно ядро отключено в Apple TV) | L1: 32+32 КБ L2: 1 МБ                    | PowerVR SGX543MP2, два ядра, 200—250 МГц (12,8—16 GFLOPS) | 32-разрядная двухканальная LPDDR2, 400 МГц (6,4 ГБ/с)       | март 2012     | - Apple TV (3-е поколение) - iPad 2 (iPad2,4) - iPod Touch (5-е поколение) - iPad Mini                                                                  |
| A5X               | APL5498           |             | 45 нм                             | 165 мм²           | ARMv7             | 1,0 ГГц, два ядра ARM Cortex-A9                                      | L1: 32+32 КБ L2: 1 МБ                    | PowerVR SGX543MP4, 4 ядра, 250 МГц (32 GFLOPS)            | 32-разрядная четырёхканальная LPDDR2, 400 МГц (12,8 ГБ/с)   | март 2012     | - iPad (3-е поколение) |
| A6                | APL0598           |             | 32 нм HKMG                        | 96,7 мм²          | ARMv7s            | 1,3 ГГц, два ядра Apple Swift                                        | L1: 32+32 КБ L2: 1 МБ                    | PowerVR SGX543MP3, три ядра, 266 МГц (25,5 GFLOPS)        | 32-разрядная двухканальная LPDDR2, 533 МГц (более 8,5 ГБ/с) | сентябрь 2012 | - iPhone 5 - iPhone 5c |
| A6X               | APL5598           |             | 32 нм HKMG                        | 123 мм²           | ARMv7s            | 1,4 ГГц, два ядра Apple Swift                                        | L1: 32+32 КБ L2: 1 МБ                    | PowerVR SGX554MP4, 4 ядра, более 280 МГц (76,8 GFLOPS)    | 32-разрядная четырёхканальная LPDDR2                        | октябрь 2012  | - iPad 4 |
| A7                | APL0698           |             | 28 нм HKMG                        | 102 мм²           | ARMv8 (64bit)     | 1,3 ГГц; 2 ядра Cyclone                                              | L1 64+64 КБ L2 1 МБ                      | PowerVR G6430, 4 ядра                                     | 64-разрядная LPDDR3, один канал                             | сентябрь 2013 | - iPhone 5s - iPad Air - iPad mini 2 (with Retina) - iPad mini 3                                                                                        |
| A8                | APL1011           |             | 20 нм TSMC                        | 89 мм²            | ARMv8-A (64bit)   | 1.4 ГГц (?), два ядра                                                |                                          | PowerVR GX6450, 4 ядра                                    | 1 ГБ LPDDR3                                                 | сентябрь 2014 | - iPhone 6 - iPhone 6 Plus - iPod Touch (6-е поколение) - iPad mini 4 - Apple TV (4-е поколение) - HomePod (1-го поколения)                             |
| A8X               | APL1012           |             | 20 нм TSMC                        |                   | ARMv8-A (64bit)   | 1.5 ГГц, три ядра                                                    |                                          | PowerVR Series 6 GXA6850, 8 ядер                          | 2 ГБ LPDDR3                                                 | октябрь 2014  | - iPad Air 2 |
| A9                | APL0898 (Samsung) |             | 14 нм FinFET (Samsung)            | 96 мм2            | ARMv8-A (64bit)   | 1.8 ГГц, два ядра                                                    |                                          | PowerVR GT7600, 6 ядер (450 MHz) 172.8 GFLOPS             | 64-разрядная одноканальная 1600 МГц LPDDR4-3200             | сентябрь 2015 | - iPhone 6S - 6S Plus - iPhone SE - iPad (5-е поколение)                                                                                                |
| A9                | APL1022 (TSMC)    |             | 16 нм FinFET (TSMC)               | 104.5 мм2         | ARMv8-A (64bit)   | 1.8 ГГц, два ядра                                                    |                                          | PowerVR GT7600, 6 ядер (450 MHz) 172.8 GFLOPS             | 64-разрядная одноканальная 1600 МГц LPDDR4-3200             | сентябрь 2015 | - iPhone 6S - 6S Plus - iPhone SE - iPad (5-е поколение)                                                                                                |
| A9X               | APL1021           |             | 16 нм FinFET                      | 147 мм2           | ARMv8-A (64bit)   | два ядра, 2.26 ГГц                                                   |                                          | PowerVR GT7800+, 12 ядер (450 MHz) 345.6 GFLOPS           | 64-разрядная двухканальная 1600 МГц LPDDR4-3200             | сентябрь 2015 | - iPad Pro |
| A10 Fusion        | APL1W24           |             | 16 нм FinFET (TSMC)               | 125 мм2           | ARMv8-A (64bit)   | 2.34 ГГц 4 ядра (2x Hurricane + 2x Zephyr cores)                     | L1i: 64 KB L1d: 64 KB L2: 3 MB L3: 4 MB  | PowerVR GT7600 Plus (6 ядер) @ > 650 MHz (> 250 GFLOPS)   | 64-разрядная одноканальная 1600 МГц LPDDR4                  | сентябрь 2016 | - iPhone 7 - iPhone 7 Plus - iPad (6-е поколение) - IPad (7-е поколение)                                                                                |
| A10X Fusion       | APL1071           |             | 10 нм FinFET (TSMC)               | 96.4 мм2          | ARMv8-A (64bit)   | 2.36 ГГц 6 ядер (3x Hurricane + 3x Zephyr cores)                     | L1i: 64 KB L1d: 64 KB L2: 8 MB L3: none  | PowerVR GT7600 Plus (12 ядер)                             | 64-разрядная двухканальная 1600 МГц LPDDR4                  | июнь 2017     | - iPad Pro 10.5" - iPad Pro 12.9" (2017) - Apple TV 4K                                                                                                  |
| A11 Bionic        | APL1W72           |             | 10 нм FinFET (TSMC)               | 87.66 мм2         | ARMv8.2-A (64bit) | 2.40 ГГц 6 ядер (2x Monsoon + 4x Mistral cores)                      | L1i: 32 KB L1d: 32 KB L2: 8 MB L3: none  | Apple Custom GPU (3 ядра)                                 | 64-разрядная одноканальная 2133 МГц LPDDR4X                 | сентябрь 2017 | - iPhone 8 - iPhone 8 Plus - iPhone X |
| A12 Bionic        | APL1W81           |             | 7 нм FinFET (TSMC)                | 83.27 mm2         | ARMv8.3-A (64bit) | 2.49 ГГц 6 ядер (2x Monsoon + 4x Mistral cores)                      | L1: 256 KB L2: 8 MB                      | Apple Custom GPU (4 ядра)                                 | 64-разрядная одноканальная 2133 МГц LPDDR4X                 | сентябрь 2018 | - iPad mini 5 - iPhone XS - iPhone XS Max - iPhone XR                                                                                                   |
| Apple A12X Bionic | APL1083           |             | 7 нм FinFET (TSMC)                |                   | ARMv8.3-A (64bit) | 2.49 ГГц 8 ядер (4x Vortex + 4x Tempest)                             | L1: 256 KB L2: ? MB                      | Apple Custom GPU (7 ядер)                                 | 64-разрядная двухканальная 2133 МГц LPDDR4X                 | октябрь 2018  | - iPad Pro 11.0" - iPad Pro 12.9" (3-е поколение) |
| Apple A13 Bionic  | APL1W85           |             | 7 нм FinFET (TSMC) 2-го поколения | 98,48 мм2         | ARMv8.3-A (64bit) | 2.66 ГГц 6 ядер (2x Lightning + 4x Thunder)                          | L1: 256 KB L2: 8 MB                      | Apple Custom GPU (4 ядра)                                 | 64- разрядная двухканальная 2499 МГц LPDDR4X                | сентябрь 2019 | - iPhone 11 - iPhone 11 Pro - iPhone 11 Pro Max - iPhone SE (2-го поколения)                                                                            |
| A14 Bionic        | APL1W01           |             | 5 нм FinFET (TSMC N5)             | 88 мм2            | ARMv8.3-A (64bit) | 2,99 GHz 6 ядер (2× Firestorm + 4× Icestorm)                         | L1i: 128 KB L1d: 128 KB L2: 8MB L3: none | Apple Custom GPU (4 ядра)                                 | LPDDR4X (Samsung)                                           | сентябрь 2020 | - iPad Air (4-е поколение) - iPhone 12 - iPhone 12 mini - iPhone 12 Pro - iPhone 12 Pro Max                                                             |
| A15 Bionic        | APL1W07           |             | 5 нм FinFET (TSMC N5P)            | 111 мм2           | ARMv8.3-A (64bit) | 1,8 — 3,2 GHz 6 ядер (2× Avalanche + 4x Blizzard)                    | L1: 256 KB L2: 32 MB L3: none            | Apple Custom GPU (5 ядер)                                 | LPDDR5 (Samsung)                                            | сентябрь 2021 | - iPad mini (6-го поколения) - iPhone 13 - iPhone 13 mini - iPhone 13 Pro - iPhone 13 Pro Max - iPhone SE (3-го поколения) - iPhone 14 - iPhone 14 Plus |
| A16 Bionic        | APL1W10           |             | 4 нм FinFET (TSMC N4P)            | 112.75 mm2        | ARMv8.3-A (64bit) | 6 ядер (2× Avalanche + 4x Blizzard)                                  | L1: 256 KB L2: 32 MB L3: none            | Apple Custom GPU (5 ядер)                                 | LPDDR5 (Samsung)                                            | сентябрь 2022 | - iPhone 14 Pro - iPhone 14 Pro Max - iPhone 15 |
| A17 Pro           | APL1V02           |             | 3 нм FinFET (TSMC N3B)            | 103.80 mm2        | ARMv8.6-A (64bit) | 3,78 GHz 6 ядер (2x Everest + 4x Sawtooth)                           | L1: 256 KB L2: 32 MB L3: none            | Apple Custom GPU (6 ядер)                                 | LPDDR5 (Samsung)                                            | сентябрь 2023 | - iPhone 15 Pro - iPhone 15 Pro Max |
| A18               | APL1V08           |             | 3 нм FinFET (TSMC N3E)            | 90 mm2            | ARMv9.2-A (64bit) |                                                                      |                                          | Apple Custom GPU (5 ядер)                                 | LPDDR5X (Samsung)                                           | сентябрь 2024 | - iPhone 16 - iPhone 16 Plus |
| A18 Pro           | APL1V07           |             | 3 нм FinFET (TSMC N3E)            | 105 mm2           | ARMv9.2-A (64bit) |                                                                      |                                          | Apple Custom GPU (6 ядер)                                 | LPDDR5X (Samsung)                                           | сентябрь 2024 | - iPhone 16 Pro - iPhone 16 Pro Max |
| Название          | Модель            | Изображение | Техпроцесс                        | Площадь кристалла | Набор инструкций  | CPU                                                                  | Кэш процессора                           | GPU                                                       | Технология памяти                                           | Представлен   | Используется в устройствах |

## Apple M

### Apple M1
Apple M1 — первый 8-ядерный ARM-процессор, используемый в компьютерах Mac и планшетах iPad с 2020 года.
Используется 5-нанометровый техпроцесс TSMC.
Чип содержит 8 ядер CPU (4 производительных и 4 энергоэффективных) и 8 графических ядер (GPU) со 128 исполнительными блоками, плюс ещё 16-ядер встроенного ИИ-ускорителя. Он содержит 16 млрд транзисторов.
Основные отличия от других ARM процессоров — в объединении общей памяти, чипа безопасности Apple T2, контроллера ввода-вывода и Thunderbolt-контроллера в едином кристалле процессора, что увеличило пропускную способность и энергоэффективность.

#### Apple M1 Pro
Apple M1 Pro — 10-ядерный ARM процессор, изготовляемый по 5-нанометровому техпроцессу TSMC.
Чип содержит 10 ядер CPU (8 производительных и 2 энергоэффективных) и 16 графических ядер (GPU) с 2048 исполнительными блоками, плюс ещё 16-ядер встроенного ИИ-ускорителя. Процессор содержит 33,7 млрд транзисторов.
Пропускная способность встроенной объединённой памяти (ОЗУ + видеопамять) составляет 200 Гбайт/с.

#### Apple M1 Max
Apple M1 Max — 10-ядерный ARM-процессор, изготовляемый по 5-нанометровому техпроцессу TSMC. Чип содержит 10 ядер CPU (8 производительных и 2 энергоэффективных), 24 или 32 графических ядра (GPU) и 16-ядер встроенного ИИ-ускорителя. Процессор содержит 57 млрд транзисторов.
Пропускная способность встроенной объединённой памяти (ОЗУ + видеопамять) составляет 400 Гбайт/с.

#### Apple M1 Ultra
Apple M1 Ultra — 20-ядерный ARM процессор, используемый в компьютерах Mac Studio с 2022 года, изготовляемый по 5-нанометровому техпроцессу TSMC. Чип содержит 20 ядер CPU (16 производительных и 4 энергоэффективных), 48 или 64 графических ядра (GPU) и 32 ядра встроенного ИИ-ускорителя. Пропускная способность встроенной объединённой памяти (ОЗУ + видеопамять) составляет 800 Гбайт/с.
Основной особенностью M1 Ultra является архитектура UltraFusion, которая объединяет два чипа M1 Max в один большой процессор, содержащий 114 млрд транзисторов.

### Apple M2
Apple M2 — 8-ядерный ARM-процессор, анонсированный на конференции WWDC 2022, который используется в компьютерах Mac и планшетах iPad с 2022 года и является преемником чипа Apple M1. Изготавливается по улучшенному 5-нанометровому техпроцессу TSMC (N5P). Чип содержит 8 ядер CPU (4 производительных и 4 энергоэффективных), 8 или 10 ядер GPU и 16 ядер встроенного нейронного движка. Пропускная способность объединённой памяти составляет 100 Гбайт/с. Процессор содержит 20 миллиардов транзисторов, что на 25 % больше, чем у M1. Apple заявляет о 18 % приросте мощности CPU, 35 % приросте мощности GPU и 40 % приросте мощности нейронного движка по сравнению с чипом M1.

#### Apple M2 Pro
Apple M2 Pro является более мощной версией чипа M2, используемой в компьютерах Mac с 2023 года. Чип изготавливается по улучшенному 5-нанометровому техпроцессу TSMC (N5P) и имеет 10 или 12 ядер CPU (6 или 8 производительных и 4 энергоэффективных), 16 или 19 ядер GPU и 16 ядер встроенного нейронного движка. Пропускная способность объединённой памяти составляет 200 Гбайт/с, а сам процессор содержит 40 миллиардов тразисторов, что на 20 % больше, чем у M1 Pro и вдвое больше, чем у M2. Apple заявляет о 20 % приросте мощности CPU, 30 % приросте мощности GPU и 40 % приросте мощности нейронного движка по сравнению с чипом M1 Pro.

#### Apple M2 Max
Apple M2 Max является более мощной версией чипа M2 Pro, используемой в компьютерах Mac с 2023 года. Чип изготавливается по улучшенному 5-нанометровому техпроцессу TSMC (N5P) и имеет 12 ядер CPU (8 производительных и 4 энергоэффективных), 30 или 38 ядер GPU и 16 ядер встроенного нейронного движка. Пропускная способность объединённой памяти составляет 400 Гбайт/с, максимальный объём объединённой памяти увеличился до 96 ГБ, а сам процессор содержит 67 миллиардов транзисторов, что на 15 % больше, чем у M1 Max и втрое больше, чем у M2. Apple заявляет о 20 % приросте мощности CPU, 30 % приросте мощности GPU и 40 % приросте мощности нейронного движка по сравнению с чипом M1 Max.

#### Apple M2 Ultra
Apple M2 Ultra является чипом, состоящих из двух чипов M2 Max, объединённых между собой на одной подложке благодаря технологии UltraFusion. Чип изготавливается по улучшенному 5-нанометровому техпроцессу TSMC (N5P) и имеет 24 ядра CPU (16 производительных и 8 энергоэффективных), 60 или 76 ядер GPU и 32 ядра встроенного нейронного движка. Пропускная способность объединённой памяти составляет 800 Гбайт/с, максимальный объём объединённой памяти увеличился до 192 ГБ, а сам процессор содержит 134 миллиарда транзисторов, что на 15 % больше, чем у M1 Ultra. Apple заявляет о 20 % приросте мощности CPU, 30 % приросте мощности GPU и 40 % приросте мощности нейронного движка по сравнению с чипом M1 Ultra.

### Список процессоров серии Apple Mx
| Название | Модель  | Изображение | Техпроцесс      | Площадь кристалла | Набор инструкций | CPU                                                                    | Кеш процессора | GPU                                                                                              | Технология памяти                                               | Представлен       | Используется в устройствах |
| -------- | ------- | ----------- | --------------- | ----------------- | ---------------- | ---------------------------------------------------------------------- | --- | ------------------------------------------------------------------------------------------------ | --------------------------------------------------------------- | ----------------- | --- |
| M1       | APL1102 |             | 5 nm (TSMC N5)  | 120 mm²           | ARMv8.4-A        | 8 ядер 3.2 GHz (4x Firestorm) + 2.064 GHz (4x Icestorm)                | Производительные ядра: L1i: 192 kB L1d: 128 kB L2: 12 MB Энергоэффективные ядра:: L1i: 128 kB L1d: 64 kB L2: 4 MB SLC: 16 MB       | Apple-designed GPU (7 или 8 ядер) @ 1278 MHz (112/128 EUs, 896/1024 ALUs) (2.29/2.61 TFLOPS)     | Двухканальная LPDDR4X-4266 (128 бит) @ 2133 МГц (68.2 GB/s)     | ноябрь 2020 года  | MacBook Air (Late 2020) MacBook Pro 13" (Late 2020) Mac mini (Late 2020) iMac 24 (Early 2021) iPad Pro (5-го поколения) iPad Air (5-го поколения) |
| M1 Pro   | APL1103 |             | 5 nm (TSMC N5)  | 245 mm²           | ARMv8.4-A        | 8 или 10 ядер 3.23 GHz (6x или 8x Firestorm) + 2.064 GHz (2x Icestorm) | Производительные ядра: L1i: 192 kB L1d: 128 kB L2: 24 MB Энергоэффективные ядра: L1i: 128 kB L1d: 64 kB L2: 4 MB SLC: 32 MB        | Apple-designed GPU (14 или 16 ядер) @ 1296 MHz (224/256 EUs, 1792/2048 ALUs) (4.58/5.3 TFLOPS)   | Двухканальная LPDDR5-6400 (512 бит) @ 3200 MHz (204.8 GB/s)     | октябрь 2021 года | MacBook Pro (Late 2021) |
| M1 Max   | APL1104 |             | 5 nm (TSMC N5)  | 432 mm²           | ARMv8.4-A        | 10 ядер 3.23 GHz (8x Firestorm) + 2.064 GHz (2x Icestorm)              | Производительные ядра: L1i: 192 kB L1d: 128 kB L2: 24 MB Энергоэффективные ядра: L1i: 128 kB L1d: 64 kB L2: 4 MB shared SLC: 64 MB | Apple-designed GPU (24 или 32 ядра) @ 1296 MHz (384/512 EUs, 3072/4096 ALUs) (7.83/10.6 TFLOPS)  | Четырёхканальная LPDDR5-6400 (512 бит) @ 3200 MHz (409.6 GB/s)  | октябрь 2021 года | MacBook Pro (Late 2021) Mac Studio |
| M1 Ultra | APL1W06 |             | 5 nm (TSMC N5)  | 864 mm²           | ARMv8.4-A        | 20 ядер 3.23 GHz (16x Firestorm) + 2.064 GHz (4x Icestorm)             | Производительные ядра: L1i: 192 kB L1d: 128 kB L2: 48 MB Энергоэффективные ядра: L1i: 128 kB L1d: 64 kB L2: 8 MB SLC: 128 MB       | Apple-designed GPU (48 или 64 ядра) @ 1296 MHz (768/1024 EUs, 6144/8192 ALUs) (15.7/21.2 TFLOPS) | Восьмиканальная LPDDR5-6400 (1024 бита) @ 3200 MHz (819.2 GB/s) | март 2022 года    | Mac Studio |
| M2       | APL1109 |             | 5 nm (TSMC N5P) | 155,25 mm²        | ARMv8.5-A        | 8 ядер 3.5 GHz (4x Avalanche) + 2.42 GHz (4x Blizzard)                 | Производительные ядра: L1i: 192 kB L1d: 128 kB L2: 20 MB Энергоэффективные ядра: L1i: 128 kB L1d: 64 kB L2: 4 MB shared SLC: 8 MB  | Apple-designed GPU (8 или 10 ядер) @ 1398 MHz                                                    | Двухканальная LPDDR5-6400 (128 бит) @ 3200 MHz (102.4 GB/s)     | июнь 2022 года    | MacBook Air (Mid 2022) MacBook Pro 13" (Mid 2022) iPad Pro (6-го поколения)Mac mini (Early 2023)                                                  |
| M2 Pro   |         |             | 5 nm (TSMC N5P) |                   | ARMv8.5-A        | 10 или 12 ядер 3.5 GHz (6x или 8x Avalanche) + 2.42 GHz (4x Blizzard)  | | Apple-designed GPU (16 или 19 ядер) @ 1398 MHz                                                   | Двухканальная LPDDR5-6400 (512 бит) @ 3200 MHz (204.8 GB/s)     | январь 2023 года  | MacBook Pro 14" и 16" (Early 2023) Mac mini (Early 2023)                                                                                          |
| M2 Max   |         |             | 5 nm (TSMC N5P) |                   | ARMv8.5-A        | 12 ядер 3.5 GHz (8x Avalanche) + 2.42 GHz (4x Blizzard)                | | Apple-designed GPU (30 или 38 ядер) @ 1398 MHz                                                   | Четырёхканальная LPDDR5-6400 (512 бит) @ 3200 MHz (409.6 GB/s)  | январь 2023 года  | MacBook Pro 14" и 16" (Early 2023) |
| M2 Ultra |         |             | 5 nm (TSMC N5P) |                   | ARMv8.5-A        | 24 ядра 3.5 GHz (16x Avalanche) + 2.42 GHz (8x Blizzard)               | |                                                                                                  |                                                                 | июнь 2023 года    | Mac Studio (2023) Mac Pro (2023) |
| M3       |         |             | 3 nm (TSMC N3B) |                   | ARMv8.5-A        | 8 ядер 3.5 GHz (4x Everest) + 2.42 GHz (4x Sawtooth)                   | |                                                                                                  |                                                                 | ноябрь 2023 года  | |
| M3 Pro   |         |             | 3 nm (TSMC N3B) |                   | ARMv8.5-A        |                                                                        | |                                                                                                  |                                                                 | ноябрь 2023 года  | |
| M3 Max   |         |             | 3 nm (TSMC N3B) |                   | ARMv8.5-A        |                                                                        | |                                                                                                  |                                                                 | ноябрь 2023 года  | |
| M4       |         |             | 3 nm (TSMC N3E) |                   | ARMv9            |                                                                        | |                                                                                                  |                                                                 | май 2024          | |
| M4 Pro   |         |             | 3 nm (TSMC N3E) |                   | ARMv9            |                                                                        | |                                                                                                  |                                                                 | ноябрь 2024 года  | |
| M4 Max   |         |             | 3 nm (TSMC N3E) |                   | ARMv9            |                                                                        | |                                                                                                  |                                                                 | ноябрь 2024 года  | |

## Apple S

### Список чипов серии Apple Sx
| Главная      | Главная      | Главная      | Главная     | Техпроцесс      | Техпроцесс    | Архитектура | Архитектура | Центральный процессор | Центральный процессор | Центральный процессор | Центральный процессор | Центральный процессор | Центральный процессор | Центральный процессор | Графический процессор | Графический процессор | Графический процессор | Графический процессор | Графический процессор | Графический процессор | Графический процессор | Модем                                 | Память  | Память | Общие сведения      | Общие сведения                                                                 | Общие сведения           | Общие сведения                        |
| Название     | Кодовое имя  | Номер модели | Изображение | Узел            | Производитель | ЦП ISA      | Разрядность | Ядра                  | Ядра                  | Ядра                  | Ядра                  | Кэш-память            | Кэш-память            | Кэш-память            | Вендор                | Модель                | Кол-во ядер           | EU                    | ALU                   | Частота               | FP32 FLOPS            | Модем                                 | Тип     | Объём  | Дата начала выпуска | Устройств в которых используется                                               | Начальная версия ОС      | Последняя версия ОС                   |
| Название     | Кодовое имя  | Номер модели | Изображение | Узел            | Производитель | ЦП ISA      | Разрядность | Вендор                | Модель                | Кол-во ядер           | Частота               | L1                    | L1                    | L2                    | Вендор                | Модель                | Кол-во ядер           | EU                    | ALU                   | Частота               | FP32 FLOPS            | Модем                                 | Тип     | Объём  | Дата начала выпуска | Устройств в которых используется                                               | Начальная версия ОС      | Последняя версия ОС                   |
| Название     | Кодовое имя  | Номер модели | Изображение | Узел            | Производитель | ЦП ISA      | Разрядность | Вендор                | Модель                | Кол-во ядер           | Частота               | L1i                   | L1d                   | L2                    | Вендор                | Модель                | Кол-во ядер           | EU                    | ALU                   | Частота               | FP32 FLOPS            | Модем                                 | Тип     | Объём  | Дата начала выпуска | Устройств в которых используется                                               | Начальная версия ОС      | Последняя версия ОС                   |
| ------------ | ------------ | ------------ | ----------- | --------------- | ------------- | ----------- | ----------- | --------------------- | --------------------- | --------------------- | --------------------- | --------------------- | --------------------- | --------------------- | --------------------- | --------------------- | --------------------- | --------------------- | --------------------- | --------------------- | --------------------- | ------------------------------------- | ------- | ------ | ------------------- | ------------------------------------------------------------------------------ | ------------------------ | ------------------------------------- |
| S1           | APL 0778     | S7002        |             | 28 нм Hκ MG     | Samsung       | ARMv7k      | 32-бит      | ARM                   | Cortex-A7             | x1                    | 520 МГц               | 32 КБ                 | 32 КБ                 | 256 КБ                | PowerVR               | SGX543MP1             | 1                     | 2                     | 16                    | TBC                   | TBC                   | —                                     | LPDDR3  | 512 МБ | Апрель 2015         | - Apple Watch (1-го поколения)                                                 | watchOS 1.0              | watchOS 4.3.2                         |
| S1P          | TBC          | T8002        |             | TBC             | TBC           | ARMv7k      | 32-бит      | ARM                   | Cortex-A7             | x2                    | 520 МГц               | 32 КБ                 | 32 КБ                 | 256 КБ                | PowerVR               | Series6 (Rogue)       | TBC                   | TBC                   | TBC                   | TBC                   | TBC                   | —                                     | LPDDR3  | 512 МБ | Сентябрь 2016       | - Apple Watch Series 1                                                         | watchOS 3.0              | watchOS 6.3                           |
| S2           | TBC          | T8002        |             | 16 нм           | TSMC          | ARMv7k      | 32-бит      | ARM                   | Cortex-A7             | x2                    | 520 МГц               | 32 КБ                 | 32 КБ                 | 256 КБ                | PowerVR               | Series6 (Rogue)       | TBC                   | TBC                   | TBC                   | TBC                   | TBC                   | —                                     | LPDDR3  | 512 МБ | Сентябрь 2016       | - Apple Watch Series 2                                                         | watchOS 3.0              | watchOS 6.3                           |
| S3           | TBC          | T8004        |             | TBC             | TBC           | ARMv7k      | 32-бит      | ARM                   | Cortex-A7             | x2                    | 520 МГц               | 32 КБ                 | 32 КБ                 | 256 КБ                | PowerVR               | TBC                   | TBC                   | TBC                   | TBC                   | TBC                   | TBC                   | Qualcomm Snapdragon X7 LTE (MDM9635M) | LPDDR4  | TBC    | Сентябрь 2017       | - Apple Watch Series 3                                                         | watchOS 4.0              | watchOS 8.7.1                         |
| S4           | TBC          | T8006        |             | 7 нм (TSMC N7)  | TSMC          | ARMv8.3-A   | 64-бит      | Apple                 | Tempest               | x2                    | 1.59 ГГц              | 32 КБ                 | 32 КБ                 | 2 МБ                  | Apple                 | G11M                  | TBC                   | TBC                   | TBC                   | TBC                   | TBC                   | TBC                                   | LPDDR4X | 1 ГБ   | Сентябрь 2018       | - Apple Watch Series 4                                                         | watchOS 5.0              | watchOS 10.6.1 audioOS 18.0 (текущая) |
| S5           | TBC          | T8006        |             | 7 нм (TSMC N7)  | TSMC          | ARMv8.3-A   | 64-бит      | Apple                 | Tempest               | x2                    | 1.59 ГГц              | 32 КБ                 | 32 КБ                 | 2 МБ                  | Apple                 | G11M                  | TBC                   | TBC                   | TBC                   | TBC                   | TBC                   | TBC                                   | LPDDR4X | 1 ГБ   | Сентябрь 2019       | - Apple Watch Series 5 - Apple Watch SE (1-го поколения) - HomePod mini        | watchOS 6.0 audioOS 14.1 | watchOS 10.6.1 audioOS 18.0 (текущая) |
| S6           | TBC          | T8301        |             | 7 нм (TSMC N7P) | TSMC          | ARMv8.4-A   | 64-бит      | Apple                 | Thunder               | x2                    | 1.8 ГГц               | 96 КБ                 | 48 КБ                 | 4 МБ                  | Apple                 | G12M                  | TBC                   | TBC                   | TBC                   | TBC                   | TBC                   | TBC                                   | LPDDR4X | 2 ГБ   | Сентябрь 2020       | - Apple Watch Series 6                                                         | watchOS 7.0              | watchOS 11.0.1 (текущая)              |
| S7           | TBC          | T8301        |             | 7 нм (TSMC N7P) | TSMC          | ARMv8.4-A   | 64-бит      | Apple                 | Thunder               | x2                    | 1.8 ГГц               | 96 КБ                 | 48 КБ                 | 4 МБ                  | Apple                 | G12M                  | TBC                   | TBC                   | TBC                   | TBC                   | TBC                   | TBC                                   | LPDDR4X | 2 ГБ   | Октябрь 2021        | - Apple Watch Series 7 - HomePod (2-го поколения)                              | watchOS 8.0 audioOS 16.0 | watchOS 11.0.1 audioOS 18.0 (текущая) |
| S8           | TBC          | T8301        |             | 7 нм (TSMC N7P) | TSMC          | ARMv8.4-A   | 64-бит      | Apple                 | Thunder               | x2                    | 1.8 ГГц               | 96 КБ                 | 48 КБ                 | 4 МБ                  | Apple                 | G12M                  | TBC                   | TBC                   | TBC                   | TBC                   | TBC                   | TBC                                   | TBC     | TBC    | Сентябрь 2022       | - Apple Watch Ultra 1 - Apple Watch Series 8 - Apple Watch SE (2-го поколения) | watchOS 9.0              | watchOS 11.0.1 (текущая)              |
| S9           | TBC          | T8310        |             | 4 нм (TSMC N4P) | TSMC          | ARMv8.6-A   | 64-бит      | Apple                 | Sawtooth              | x2                    | 2.02 ГГц              | 128 КБ                | 64 КБ                 | 4 МБ                  | Apple                 | G15M                  | TBC                   | TBC                   | TBC                   | TBC                   | TBC                   | TBC                                   | LPDDR5  | 2 ГБ   | Сентябрь 2023       | - Apple Watch Ultra 2 - Apple Watch Series 9                                   | watchOS 10.0             | watchOS 11.0.1 (текущая)              |
| S10          | TBC          | T8310        | TBC         | 4 нм (TSMC N4P) | TSMC          | ARMv8.6-A   | 64-бит      | Apple                 | Sawtooth              | x2                    | 2.02 ГГц              | 128 КБ                | 64 КБ                 | 4 МБ                  | Apple                 | G15M                  | TBC                   | TBC                   | TBC                   | TBC                   | TBC                   | TBC                                   | LPDDR5  | 2 ГБ   | Сентябрь 2024       | - Apple Watch Series 10                                                        | watchOS 11.0             | watchOS 11.0.1 (текущая)              |
| Наименование | Номер модели | Номер модели | Изображение | Узел            | Производитель | ЦП ISA      | Разрядность | Вендор                | Модель                | Кол-во ядер           | Частота               | L1i                   | L1d                   | L2                    | Вендор                | Модель                | Кол-во ядер           | EU                    | ALU                   | Частота               | FP32 FLOPS            | Модем                                 | Тип     | Объём  | Дата начала выпуска | Устройств в которых используется                                               | Начальная версия ОС      | Последняя версия ОС                   |
| Наименование | Номер модели | Номер модели | Изображение | Узел            | Производитель | ЦП ISA      | Разрядность | Вендор                | Модель                | Кол-во ядер           | Частота               | L1                    |                       | L2                    | Вендор                | Модель                | Кол-во ядер           | EU                    | ALU                   | Частота               | FP32 FLOPS            | Модем                                 | Тип     | Объём  | Дата начала выпуска | Устройств в которых используется                                               | Начальная версия ОС      | Последняя версия ОС                   |
| Наименование | Номер модели | Номер модели | Изображение | Узел            | Производитель | ЦП ISA      | Разрядность | Ядра                  | Ядра                  | Ядра                  | Ядра                  | Кэш-память            | Кэш-память            | Кэш-память            | Вендор                | Модель                | Кол-во ядер           | EU                    | ALU                   | Частота               | FP32 FLOPS            | Модем                                 | Тип     | Объём  | Дата начала выпуска | Устройств в которых используется                                               | Начальная версия ОС      | Последняя версия ОС                   |
| Главная      | Главная      | Главная      | Главная     | Техпроцесс      | Техпроцесс    | Архитектура | Архитектура | ЦП                    | ЦП                    | ЦП                    | ЦП                    | ЦП                    | ЦП                    | ЦП                    | Графический процессор | Графический процессор | Графический процессор | Графический процессор | Графический процессор | Графический процессор | Графический процессор | Модем                                 | Память  | Память | Общие сведения      | Общие сведения                                                                 | Общие сведения           | Общие сведения                        |

## Apple T
Чип серии T работает как безопасный анклав в компьютерах MacBook и iMac на базе Intel, выпущенных с 2016 года. Чип обрабатывает и шифрует биометрическую информацию (Touch ID) а также выполняет функции шлюза для микрофона и камеры FaceTime HD, защищая их от взлома. На чипе работает bridgeOS, предполагаемый вариант watchOS. Функции процессора серии T были встроены в процессоры серии M, таким образом, необходимость в серии T отпала.

### Apple T1
Чип Apple T1 — это ARMv7 СнК (производная от процессора в часах Apple Watch S2) который управляет контроллером управления системой (SMC) и датчиком Touch ID в MacBook Pro 2016 и 2017 с панелью Touch Bar.

### Apple T2
Чип безопасности Apple T2 — это СнК, впервые устанавливающаяся в iMac Pro 2017. Это 64-битный чип ARMv8 (вариант A10, или T8010), работающий под управлением bridgeOS 2.0. Он обеспечивает безопасное пространство для зашифрованных ключей, позволяет пользователям блокировать процесс загрузки компьютера, управляет системными функциями, такими как камера и управление аудио, а также выполняет шифрование и дешифрование твердотельного накопителя «на лету». T2 также обеспечивает «улучшенную обработку изображений» для камеры FaceTime HD в iMac Pro.

### T-серия, список
| Название | Модель   | Изображение        | Техпроцесс         | Площадь кристалла | ЦП ISA          | ЦП                                 | Кэш процессора                 | ГП                          | Память                        | Дата релиза      | Используется устройствами |
| Название | Модель   | Изображение        | Техпроцесс         | Площадь кристалла | ЦП ISA          | ЦП                                 | Кэш процессора                 | ГП                          | Пропускная способность памяти | Дата релиза      | Используется устройствами |
| -------- | -------- | ------------------ | ------------------ | ----------------- | --------------- | ---------------------------------- | ------------------------------ | --------------------------- | ----------------------------- | ---------------- | --- |
| T1       | APL 1023 | Apple T1 Processor | TBC                | TBC               | ARMv7           | TBC                                | TBC                            | TBC                         | TBC                           | 12 Ноября, 2016  | MacBook Pro (13 дюймов, 2016, Четыре порта Thunderbolt 3) MacBook Pro (13 дюймов, 2017, Четыре порта Thunderbolt 3) MacBook Pro (15 дюймов, 2016) MacBook Pro (15 дюймов, 2017) |
| T2       | APL 1027 | Apple T2 Processor | TSMC 16 нм FinFET. | 104 мм2           | ARMv8-A ARMv7-A | x2 Hurricane x2 Zephyr + Cortex-A7 | L1i: 64 KБ L1d: 64 KБ L2: 3 MБ | x3 Ядра PowerVR GT7600 Plus | LPDDR4                        | 14 Декабря, 2017 | iMac (27 дюймов, Середина 2020) iMac Pro Mac mini (Конец 2018) Mac Pro (Конец 2019) MacBook Air (2018) MacBook Air (2019) MacBook Air (Начало 2020) MacBook Pro (13 дюймов, 2018, Четыре порта Thunderbolt 3) MacBook Pro (13 дюймов, 2019) MacBook Pro (13 дюймов, Начало 2020) MacBook Pro (15 дюймов, 2018) MacBook Pro (15 дюймов, 2019) MacBook Pro (16 дюймов, 2019) |
| Название | Модель   | Изображение        | Техпроцесс         | Площадь кристалла | ЦП ISA          | ЦП                                 | Кэш процессора                 | ГП                          | Пропускная способность памяти | Дата релиза      | Используется устройствами |
| Название | Модель   | Изображение        | Техпроцесс         | Площадь кристалла | ЦП ISA          | ЦП                                 | Кэш процессора                 | ГП                          | Память                        | Дата релиза      | Используется устройствами |

## Apple W
Серия Apple «W» — это семейство СнК и беспроводных чипов с акцентом на Bluetooth и Wi-Fi. Буква «W» в номерах моделей означает «Wireless — беспроводной».

### Apple W1
Apple W1 — это SoC, используемая в AirPods 2016 года и некоторых наушниках Beats. Он поддерживает соединение Bluetooth класса 1 с компьютерным устройством и декодирует передаваемый на него аудиопоток.

### Apple W2
Apple W2, используемый в Apple Watch Series 3, интегрирован в Apple S3 SiP. По словам Apple, чип делает Wi-Fi на 85 % быстрее и позволяет Bluetooth и Wi-Fi потреблять в два раза меньше энергии, чем при использовании W1.

### Apple W3
Apple W3 используется в часах Apple Watch Series 4, Series 5, Series 6, SE, и Series 7. Система на кристалле интегрирована в следующие системы в корпусе: Apple S4, Apple S5, Apple S6, и Apple S7. Они поддерживают Bluetooth 5.0 благодаря Apple W3.

### W-серия, список
| Название | Модель              | Изображения   | Техпроцесс | Площадь кристалла | ЦП ISA | ЦП  | Кэш процессора | Память                        | Bluetooth | Дата релиза       | Используется устройствами                                                                                    |
| Название | Модель              | Изображения   | Техпроцесс | Площадь кристалла | ЦП ISA | ЦП  | Кэш процессора | Пропускная способность памяти | Bluetooth | Дата релиза       | Используется устройствами                                                                                    |
| -------- | ------------------- | ------------- | ---------- | ----------------- | ------ | --- | -------------- | ----------------------------- | --------- | ----------------- | --- |
| W1       | 343S00130 343S00131 | Apple W1 chip | TBC        | 14.3 мм2          | TBC    | TBC | TBC            | TBC                           | 4.2       | 13 Декабря, 2016  | - AirPods (1-го поколения) - Beats Flex - Beats Solo3 - Beats Studio3 - BeatsX - Powerbeats3                 |
| W2       | 338S00348           | Apple W2 chip | TBC        | TBC               | TBC    | TBC | TBC            | TBC                           | 4.2       | 22 Сентября, 2017 | - Apple Watch Series 3                                                                                       |
| W3       | 338S00464           | Apple W3 chip | TBC        | TBC               | TBC    | TBC | TBC            | TBC                           | 5.0       | 11 Сентября, 2018 | - Apple Watch SE - Apple Watch Series 4 - Apple Watch Series 5 - Apple Watch Series 6 - Apple Watch Series 7 |
| Название | Модель              | Изображения   | Техпроцесс | Площадь кристалла | ЦП ISA | ЦП  | Кэш процессора | Пропускная способность памяти | Bluetooth | Дата релиза       | Используется устройствами                                                                                    |
| Название | Модель              | Изображения   | Техпроцесс | Площадь кристалла | ЦП ISA | ЦП  | Кэш процессора | Память                        | Bluetooth | Дата релиза       | Используется устройствами                                                                                    |

## Apple H
Серия Apple «H» — это семейство процессоров СнК, используемых в наушниках. «H» в номерах моделей означает «Headphones — наушники».

### Apple H1
Чип Apple H1 впервые был использован в версии AirPods (2-го поколения), а затем применялся в Powerbeats Pro, Beats Solo Pro, AirPods Pro, Powerbeats 2020-го года, AirPods Max, и AirPods (3-го поколения). Специально разработанный для наушников, он оснащен Bluetooth 5.0, поддерживает команды hands-free «Привет Siri», и обеспечивает на 30 процентов меньшую задержку, чем чип W1, использовавшийся в предыдущих AirPods.

### Apple H2
Чип Apple H2 впервые был использован в AirPods Pro (2-го поколения). Он оснащён поддержкой Bluetooth 5.3 и шумоподавлением с частотой 48 кГц.

### H-серия, список
| Главное  | Главное | Главное                                                                     | Техпроцесс        | Техпроцесс    | Bluetooth | Общие сведения  | Общие сведения |
| Название | Модель | Изображения                                                                 | Узел              | Производитель | Bluetooth | Дата релиза     | Используются устройствами |
| -------- | --- | --------------------------------------------------------------------------- | ----------------- | ------------- | --------- | --------------- | --- |
| H1       | 343S00289 (AirPods 2nd Generation) 343S00290 (AirPods 2nd Generation) 343S00404 (AirPods Max) H1 SiP (AirPods Pro) | Apple H1 chip · Apple H1 chip · Apple H1 chip · Apple H1 SiP · Apple H1 SiP | TBC               | TBC           | 5.0       | 20 марта 2019   | AirPods (2-го поколения) AirPods (3-го поколения) AirPods Pro AirPods Max Beats Solo Pro Powerbeats (2020) Powerbeats Pro Beats Fit Pro |
| H2       | TBC | TBC                                                                         | 6 нм (TSMC N6 RF) | TSMC          | 5.3       | 7 сентября 2022 | AirPods Pro (2-го поколения) AirPods 4 Apple Vision Pro                                                                                 |
| Название | Модель | Изображения                                                                 | Узел              | Производитель | Bluetooth | Дата релиза     | Используются устройствами |
| Главное  | Главное | Главное                                                                     | Техпроцесс        | Техпроцесс    | Bluetooth | Общие сведения  | Общие сведения |

## Apple U
Серия Apple «U» — это семейство систем в корпусе (SiP), реализующих сверхширокополосную связь.

### Apple U1
Apple U1 используется в iPhone 11 и новее (за исключением iPhone SE 2-го поколения), Apple Watch Series 6 и Series 7, умной колонке HomePod mini и трекере AirTag, а также в AirPods Pro 2-го поколения.

### 2-е поколение сверхширокополосного чипа
Используется в iPhone 15, iPhone 15 Pro, iPhone 16, iPhone 16 Pro, а также в Apple Watch Series 9, Series 10 и Ultra 2

### U-серия, список
| Главное  | Главное | Главное       | Техпроцесс        | Техпроцесс    | Архитектура | Архитектура | Центральный процессор | Центральный процессор | Общие сведения    | Общие сведения |
| Название | Модель  | Изображение   | Узел              | Производитель | ЦП ISA      | Разрядность | Вендор                | Модель                | Дата релиза       | Используются устройствами |
| -------- | ------- | ------------- | ----------------- | ------------- | ----------- | ----------- | --------------------- | --------------------- | ----------------- | --- |
| U1       | TMKA75  | Apple U1 chip | 16 нм (TSMC 16FF) | TSMC          | ARMv7E-M    | 32-бит      | ARM                   | Cortex-M4             | 20 сентября, 2019 | AirTag Apple Watch Series 6 Apple Watch Series 7 Apple Watch Series 8 Apple Watch Ultra Зарядный кейс для Apple AirPods Pro (2-го поколения) HomePod (2-го поколения) HomePod mini iPhone 11 IPhone 11 Pro / 11 Pro Max IPhone 12 / 12 mini IPhone 12 Pro / 12 Pro Max IPhone 13 / 13 mini IPhone 13 Pro / 13 Pro Max IPhone 14 / 14 Plus IPhone 14 Pro / 14 Pro Max |
| U2       | TMQE08  | TBC           | 7 нм (TSMC)       | TSMC          | ARMv7E-M    | 32-бит      | ARM                   | Cortex-M4             | 12 сентября, 2023 | Apple Watch Series 9 Apple Watch Series 10 Apple Watch Ultra 2 iPhone 15 / 15 Plus iPhone 15 Pro / 15 Pro Max iPhone 16 / 16 Plus iPhone 16 Pro / 16 Pro Max |
| Название | Модель  | Изображение   | Узел              | Производитель | ЦП ISA      | Разрядность | Вендор                | Модель                | Дата релиза       | Используются устройствами |
| Главное  | Главное | Главное       | Техпроцесс        | Техпроцесс    | Архитектура | Архитектура | Центральный процессор | Центральный процессор | Общие сведения    | Общие сведения |

## Apple R
Используется в гарнитуре смешанной реальности Apple Vision Pro. (дата выхода — начало 2024 (вместе с Apple Vision Pro)

## Информационная безопасность
- Все компьютеры Mac на базе процессоров Apple Silicon оказались подвержены атаке GoFetch[англ.], основанной на функции аппаратной оптимизации с предварительным выбором данных (DPM), данная уязвимость позволяет похищать данные. Способ защиты от уязвимости был найден в марте 2024 года[138].

## Схожие платформы
- Atom (Intel)
- Exynos (Samsung)
- NovaThor (ST-Ericsson)
- OMAP (Texas Instruments)
- Tegra (Nvidia)
- Snapdragon (Qualcomm)
- K3 (HiSilicon)